# Mandelato 4-monoossigenasi
La mandelato 4-monoossigenasi è un enzima appartenente alla classe delle ossidoreduttasi, che catalizza la seguente reazione:
(S)-2-idrossi-2-fenilacetato + tetraidrobiopterina + O2 ⇄ (S)-4-idrossimandelato + diidrobiopterina + H2O
L'enzima richiede Fe2+.